# Joseph Dachs
Josef Dachs, född 30 september 1825 i Regensburg, död 6 juni 1896 i Wien, var en österrikisk pianist och musiklärare.
Dachs utbildade sig för Simon Sechter och Carl Czerny och arbetade som konsertpianist och uruppförde många verk av samtida tonsättare. Han blev lärare vid Hochschule für Musik und darstellende Kunst i Wien. Bland hans elever fanns Hugo Wolf, Ferdinand Löwe och Anton Rubinstein.